# Matrice (management)
Pour les articles homonymes, voir Matrice.

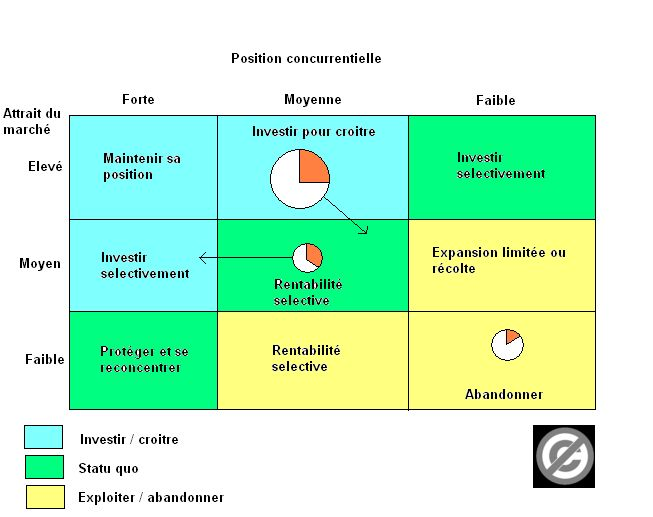
Matrice de McKinsey

En économie, une matrice est un modèle d'analyse économique, le plus souvent un tableau à N entrées. Les matrices sont particulièrement utilisées dans le conseil en stratégie et par les directions générales, car elles permettent d'appréhender et de manager de façon simple des problématiques souvent complexes.

## Nomination
Elles portent souvent le nom de leur concepteur, qu'il s'agisse d'une personne ou d'une entreprise.  Quand il s'agit d'une personne, on met alors en général un "de" devant ; on ne le met pas lorsqu'il s'agit d'une entreprise.

## Typologie
On peut classer les matrices en économie en deux grandes catégories. De très nombreux livres de management et stratégie présentent ces matrices. 

### Matrices à N entrées

Matrice d'Eisenhower.

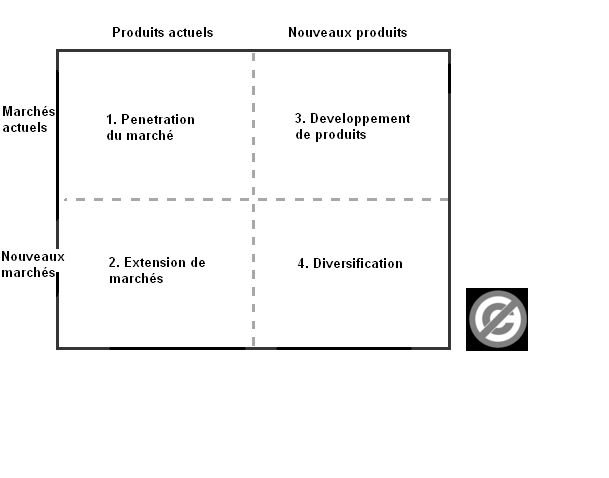
Matrice d'Ansoff.

La construction d'une matrice est assez simple. On commence en général par définir deux axes : un vertical et un horizontal. Chacun de ces deux axes correspondent à des problématiques, ou bien des types de données différentes. Ensuite, on crée un système d'évaluation pour chacun de ces deux axes. On peut citer de nombreux systèmes d'évaluation :
- Faible / Moyen / Fort ;
- < ou >, à telle ou telle valeur ;
- Oui / Non.

On crée ainsi des champs bien différenciés sur lesquels il est ensuite possible de positionner des données et de les visualiser. On peut aussi ensuite définir les caractéristiques de chacun de ces champs bien différenciés. 
Parmi les matrices qui sont des tableaux à N entrées, voici quelques exemples particulièrement connus : 
- Matrice d'Ansoff, matrice conçue par Igor Ansoff pour classifier et expliquer les différentes stratégies de croissance pour une entreprise.
- Matrice BCG, matrice conçue par le cabinet de conseil en stratégie BCG, pour permettre l'allocation de ressources au sein d'un portefeuille d'activités.
- Matrice McKinsey, matrice conçue par le cabinet de conseil en stratégie McKinsey, pour définir la stratégie à adopter sur différents marchés en fonction de sa position concurrentielle et de leurs attraits.
- Matrice ADL, matrice conçue par le cabinet de conseil en stratégie Arthur D. Little, pour gérer un portefeuille.
- Matrice d'Eisenhower, matrice conçue par Dwight David Eisenhower qui permet de classifier les tâches à faire en fonction de leur urgence ainsi que de leur importance.
- Matrice des relations interindustrielles ou matrice des échanges intermédiaires[2].
- Matrice de comptabilité sociale[3]

### Autres types de matrices

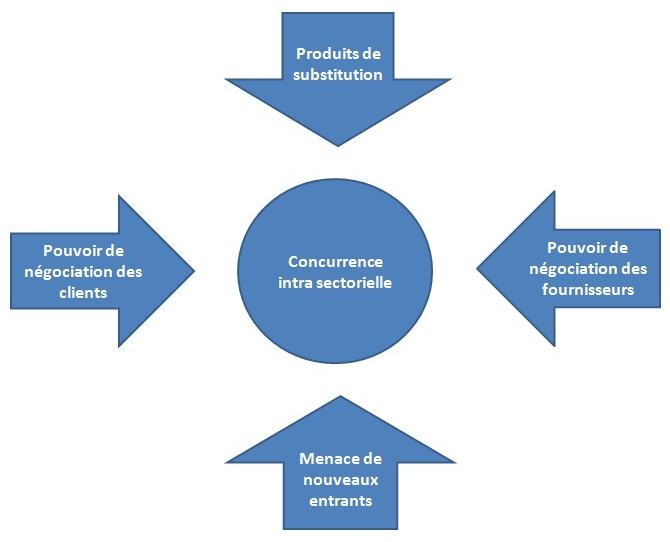
La matrice de Porter ou les cinq forces de Porter.

Par extension, toujours en économie, de nombreuses analyses économiques qui ne sont pas des tableaux à N entrées ont pris le nom de matrice. 
- Matrice Factea ou Filtre Factea, matrice conçue par le cabinet de conseil en stratégie Factea Group, est un filtre permettant d'analyser l'opportunité ou le risque de délocalisation d'une entreprise.
- Matrice de Porter ou Cinq forces de Porter conçue par Michael Porter afin de définir les forces concurrentielles.
- SWOT

## Intérêt et critique
Très utilisées dans le conseil en stratégie, les matrices séduisent de nombreux opérationnels et sont particulièrement utilisées à des niveaux de direction générale. Elles font toutefois parfois l'objet de critiques. 

### Intérêt

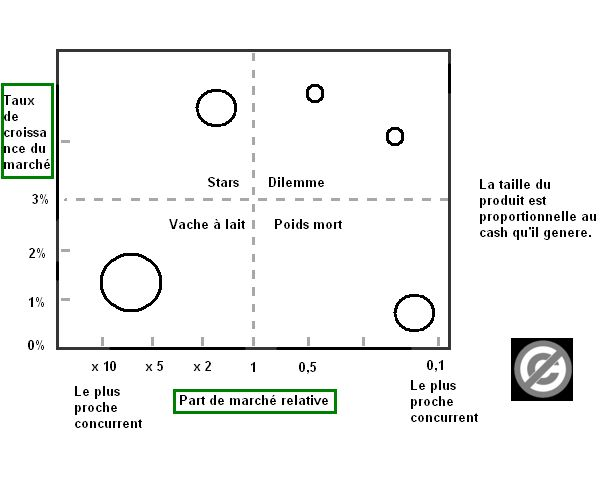
La matrice BCG très utilisée est parfois critiquée.

Les matrices sont très utilisées en économies car elles permettent de simplifier en termes de présenter des choses normalement considérées comme complexes. Elles sont faciles à mémoriser et directement actionnable dans le quotidien de l'entreprise. Ainsi la matrice BCG a connu un grand succès, car elle permet de façon très visuelle de gérer son portefeuille de produits, marques ou sociétés. Elle est par exemple utilisée par BMW.
En résumé, leur intérêt réside dans le fait qu'elles sont : 
- simples à comprendre ;
- faciles à mémoriser ;
- très visuelles ;
- facilement utilisables d'un point de vue opérationnel.

### Critique
Il est souvent reproché aux matrices en économie, d'être trop réductrices et de ne pas permettre d'appréhender toute la complexité d'une problématique. C'est en fait le défaut de leur qualité. Ainsi la matrice BCG qui est très utilisé est parfois critiquée, notamment pour sa simplicité. D'autres matrices peuvent cependant être utilisées pour compléter l'analyse comme la matrice Mc Kinsey, Arthur D. little, Porter ou Ansoff.

## Utilisation par les recruteurs
Aujourd'hui, de plus en plus de sociétés font passer des entretiens de recrutement en utilisant des études de cas. C'est le cas en particulier des cabinets de conseil en stratégie, mais aussi de grandes multinationales anglo-saxonnes comme GE. De très nombreuses études de cas peuvent faire référence à des matrices stratégiques, et il est souvent indispensable pour les candidats de se préparer à ces entretiens, notamment en apprenant les principales matrices stratégiques : matrice BCG, matrice McKinsey, forces de Porter... Plusieurs sites Internet se sont spécialisés dans la préparation de ces entretiens, ainsi que dans la présentation des principales matrices en management.